# Nergården
Nergården (też Nergård) – wieś w Norwegii w okręgu Troms na wyspie Bjarkøya. Stanowiła centrum administracyjne gminy Bjarkøy do 2013 roku, kiedy gminę zlikwidowano i włączono w obszar gminy Harstad. W 2017 roku zamieszkana przez niecałe 200 osób.